# Cara o cruz (telenovela)
Cara o cruz es una telenovela mexicana producida por Argos Comunicación para Telemundo en 2001. Fue protagonizada por José Ángel Llamas y Ana de la Reguera, antagonizada por Patricia Pereyra. Es la primera producción de Argos Comunicación para el mercado hispano.

## Trama
Mariana es una chica normal de clase media que está a punto de casarse con Martín, el hombre de sus sueños. Martín es un joven muy rico, alegre y bondadoso, pero posee un corazón muy débil debido a un defecto congénito, y muere en su noche de bodas poco después de proclamarse el hombre más feliz del mundo. 
Mariana, que no sabía nada de la enfermedad de Martín, se desmorona. Perseguida por la prensa, huye al barrio donde nació y alquila un apartamento allí con el nombre de Aída. Pronto descubre que su marido la ha dejado en completo control de los activos de su familia, lo que no solo le trae un sinfín de problemas con sus familiares incrédulos, sino que también la acerca a Ismael, el compañero de Martin y su mejor amigo. 
Mariana tiene ni idea de que Ismael siempre ha estado enamorado de ella en secreto. Al mismo tiempo, conoce a Armando Pescador, un abogado inteligente y divertido que vive en el mismo edificio que Aída. Mariana empieza a sentirse atraída por Ismael, pero "Aida" también comienza a enamorarse de Armando. Lo peor de todo es que sus vidas "paralelas" pueden cruzarse en cualquier momento.

## Personajes
- José Ángel Llamas - Ismael Serrano
- Ana de la Reguera - Mariana Medina / Aída
- José María Yazpik - Armando Pescador
- Plutarco Haza - Martín Alcántara
- Fabián Corres - Aurelio Salazar
- Patricia Pereyra - Teresa Alcántara
- Itari Martha - Lourdes Alcántara
- Julieta Egurrola - Matilde Sosa de Alcántara
- Enrique Singer - Leonardo Medina
- Pablo Abitia - Eduardo Medina
- Gabriela Roel - Claudette
- Jorge Lavat - Melchor Hidalgo
- Patricio Castillo - Fidelio
- Luisa Huertas - Julia
- Alpha Acosta - Cony
- Isabel Herrera - Noemi
- Octavio Castro - Yeyo
- Roger Nevares - Dr. Efrain Guzmán
- Fabián Peña - Lic. Emilio Carranza
- Verónica Toussaint - Alejandra
- Joaquín Cosío
- Alberta Guerra
- Martha Higareda - Rosario
- Dora Montera
- Sandra Quiroz
- Javier Ríos
- Fernando Sarfatti
- Georgina Tabora
- Cristina Jezabel Alvarez Garay